# Ecnomiohyla
Ecnomiohyla es un género de anfibios anuros de la familia Hylidae. Se distribuyen desde el sur de México hasta Colombia. Algunas especies de este género pertenecían al género Hyla hasta la reestructuración del género realizada en 2005.

## Especies
Se reconocen las 14 siguientes según ASW:
- Ecnomiohyla bailarina[3] Batista, Hertz, Mebert, Köhler, Lotzkat, Ponce & Vesely, 2014
- Ecnomiohyla echinata (Duellman, 1961)
- Ecnomiohyla fimbrimembra (Taylor, 1948)
- Ecnomiohyla miliaria (Cope, 1886)
- Ecnomiohyla minera (Wilson, McCranie & Williams, 1985)
- Ecnomiohyla miotympanum (Cope, 1863)
- Ecnomiohyla phantasmagoria (Dunn, 1943)
- Ecnomiohyla rabborum Mendelson, Savage, Griffith, Ross, Kubicki & Gagliardo, 2008
- Ecnomiohyla salvaje (Wilson, McCranie & Williams, 1985)
- Ecnomiohyla sukia Savage & Kubicki, 2010
- Ecnomiohyla thysanota (Duellman, 1966)
- Ecnomiohyla tuberculosa (Boulenger, 1882)
- Ecnomiohyla valancifer (Firschein & Smith, 1956)
- Ecnomiohyla veraguensis[3] Batista, Hertz, Mebert, Köhler, Lotzkat, Ponce & Vesely, 2014